# Marc'O
Pour les articles homonymes, voir Marco et O.
Marc-Gilbert Guillaumin dit Marc'O (graphie originelle Marc,O) est un écrivain, chercheur, metteur en scène, dramaturge et cinéaste français né le 10 avril 1927 à Clermont-Ferrand (Puy-de-Dôme) et mort le 11 juin 2025 à Paris,.

## Biographie
Né en 1927, jeune résistant et maquisard en Auvergne, blessé à 15 ans, Marc-Gilbert Guillaumin déménage très jeune à Paris.
Il anime avec Boris Vian les soirées du Tabou  et y produit en octobre 1950, en compagnie de son ami Michel Le Clerc, quatre récitals lettristes (L'Univers des « Bruites ») avec, entre autres, Isidore Isou, Gabriel Pomerand, Maurice Lemaitre, Serge Berna, Jean-Louis Brau, François Dufrêne, Gil J Wolman, dont seul le premier peut s'y tenir, la cave ayant été fermée pour « insalubrité ». Il fréquente André Breton et le mouvement lettriste (Isidore Isou, Guy Debord, Gil J Wolman, François Dufrêne…) de 1950 à 1953. Il produit le Traité de bave et d'éternité, film d'Isidore Isou en 1951. Il édite et dirige les revues lettristes Le Soulèvement de la jeunesse et Ion, dont l'unique numéro, sorti en avril 1952 publie, entre autres, les scénarios des films L'Anticoncept de Gil J Wolman et Hurlements en faveur de Sade de Guy Debord (1re version, non tournée), et y expose longuement, sous la signature de Marc, O. (une virgule puis un point), sa théorie du « cinéma nucléaire ou École Oienne du Cinéma ».
Après avoir réalisé son premier long métrage, Closed vision présenté à Cannes, en 1954, par Jean Cocteau et Luis Buñuel, il se tourne vers le théâtre.
Phénomène assez particulier dans les années 1960, « le théâtre de Marc'O » commence par une réflexion sur le rôle de l'acteur. Sauf rares exceptions, le théâtre occidental repose encore, à la fin des années 1950, sur la littérature, c'est-à-dire sur des textes que les comédiens, à partir des indications d'un metteur en scène, transforment en représentation théâtrale. Même très brillant, le comédien est simplement l'exécutant, il n'est jamais considéré comme un créateur. Marc'O développe son travail dans ce sens : transformer le comédien en acteur/créateur, non seulement à travers une vision théorique et critique de ce problème mais à travers une pratique qui fait appel à des méthodes, des techniques, des moyens très concrets. Plusieurs pièces qu'il écrit et met en scène témoigneront de ses idées. Son travail se fonde, en première instance, sur les possibilités créatives propres aux acteurs et à leur capacité interactive dans une équipe, ouverte. La création, c'est en somme la mise en place d'un espace, de dynamiques, de techniques de créativité. Il publie, quelques années plus tard, cette théorie sur l'acteur dans son article « Théâtralité et Musique ».
Il fonde et il dirige, pendant 7 ans, l'école de théâtre de l'American Center du boulevard Raspail à Paris, la transformant progressivement en une pépinière d'acteurs aujourd'hui reconnus : Michèle Moretti, Marpessa Dawn, Bulle Ogier, Jean-Pierre Kalfon, Pierre Clémenti, Philippe Bruneau, Valérie Lagrange, Jacques Higelin, Élisabeth Wiener, etc. En 20 ans, il écrit et met en scène une quinzaine de pièces de théâtre associant la musique et le jeu de l’acteur, qui marquent fortement le théâtre français des années 1960 à 1970. Introduisant la musique comme composante fondamentale de l'expression théâtrale, il invente ce qu'aujourd'hui on appelle le Théâtre musical. 
En 1965, il recrute Brigitte Fontaine pour la pièce Les Bargasses montée au théâtre Édouard-VII.
En 1966, sa pièce musicale Les Idoles connaît un grand succès salué auprès de la critique et du public, et devient un spectacle culte. Il en tire, un an plus tard, un film du même nom qui réunit Jean Eustache au montage, André Téchiné comme assistant, Bulle Ogier et Pierre Clémenti, Jean-Pierre Kalfon comme acteurs. Le film est aujourd’hui une référence d’un cinéma « d’un autre type ».
Marc'O ensuite marque un arrêt temporaire de son activité théâtrale. Il se rend en Italie où, à Rome, il tourne plusieurs longs et courts-métrages, dont le long-métrage De l’impossibilité de jouer Electra aujourd’hui. En 1967, appuyé par des intellectuels italiens, il mène des activités théâtrales avec la population de la ville de Reggio Emilia contre la guerre au Vietnam débouchant sur l’événement dramatique « Guerra e Consumi » qui déclenche la première occupation du théâtre municipal de la ville, six mois avant celle du théâtre de l’Odéon à Paris, en mai 68.
En 1972, il tourne, au Maroc, le long-métrage Tamaout avec Dominique Issermann, lors du dernier festival des danses africaines à Marrakech. En 1978, il réalise pour le service recherche de l'INA l'opéra rock Flash Rouge (avec la collaboration de Geneviève Hervé pour le traitement de l'image) avec la jeune Catherine Ringer, ainsi qu’une série d'œuvres picturales en Nouvelle Image, d’où sera tiré, en 2008, le film Poiëtica. Il écrit ensuite pour l’INA l’étude Les Conditions du visible.
Le projet Pixigraf sur le développement des nouvelles technologies de l'image en France, voit le jour, en 1982, à la suite de plusieurs rencontres entre Marc’O et le président de la République François Mitterrand. Toujours en 1982, il entreprend, en Italie, une collaboration avec Cristina Bertelli, avec une série d'expositions et de conférences sur ses œuvres en Nouvelle Image dans plusieurs villes et musées italiens ainsi que l’édition d’une œuvre de textes et d’images traitées analogiquement en Nouvelle Image L’Impossibile e tuttavia. Cristina Bertelli développe alors, à travers les médias italiens, une réflexion sur les usages artistiques des nouvelles technologies de l'image. Dans la continuité de cette réflexion, Marc’O réalise pour la télévision de Reggio Emilia le  film-vidéo L’Adolescenza dell’arte, autour du jeu de l’acteur.
Tout le mois de février 1985, le Centre Pompidou expose les œuvres de Marc'O en Nouvelle Image, sur le thème de « l'image 3D, problèmes artistiques et technologiques à partir du tableau La Vocation de saint Mathieu du Caravage », un spectacle audiovisuel sur plusieurs écrans d'œuvres photographiques en multivision accompagné d'une vidéo.
À la suite de l'étude de Marc’O Mutation Industrielle, une nouvelle culture ? Le Problème de l’audiovisuel faite pour la région Toscane, le groupe d'État italien ENI demande, en 1988, à Marc'O et Bertelli de réaménager le département audiovisuel de l’agence de presse italienne AGI (Agenzia Giornalistica Italia). Ils conçoivent un projet qui associe l'AGI à l'Unesco, pour la réalisation d'un magazine audiovisuel Orient/Occident, entrant dans le cadre du programme majeur de l'Unesco pour la décennie 1980, Les Routes de la soie. Le but est de rendre compte de l'état culturel, social, économique des 27 pays traversés par cette route, de la France à la Chine. Ils développent ce projet audiovisuel jusqu’en août 1990.
En juin 1991, de retour en France, Marc’O présente, à l'Élysée Montmartre et au Théâtre de l’Européen, sa pièce Génération Chaos 1 - avant la chute du mur, avec trois nouveaux acteurs/chanteurs : Yovan Gilles, Federica Bertelli et Jérémie Prophet.
Il poursuit ses travaux dans différents domaines tant au plan théorique que pratique faisant appel à des méthodes et à des techniques dont il est le fondateur. Avec la « théâtralité », en particulier, il étudie ce qui différencie un acteur d'un interprète dans les espaces du travail et du social, fondant, en 1992, à Paris, avec Cristina Bertelli le Laboratoire d’Études Pratiques sur le Changement, lieu de recherche et de formation, au sein duquel sont nés le groupe d'action artistique Génération Chaos — reprenant ainsi le nom de la pièce de 1991 — et, dès 1993, la revue Les périphériques vous parlent. Pendant une dizaine d’années, Marc’O écrit et met en scène 5 pièces de théâtre musical avec Génération Chaos sous la direction musicale de Jean-Charles François.
Depuis 2003, il continue sa collaboration avec Les périphériques vous parlent (association STAR) autour des pratiques de la créativité. Cette collaboration donne lieu à l’édition de deux livres : L’Impossible et pourtant et Théâtralité et Musique, ainsi qu’à l’édition de la seule pièce qu’il accepte de publier, L'Autre côté des merveilles, en 2011. Il y réalise aussi des vidéos retraçant son travail sur le jeu de l’acteur avec Génération Chaos. En 2013, il réalise une vidéo de la pièce Citoyens en France, et en 2014 le film Utopia avec Édouard Glissant, suivi, en 2015, du court-métrage Mais comment exprimer mon désarroi, une œuvre poétique dénonçant la toxicité environnementale.
En 2014, il est le sujet d'un portrait dans la série Cinéma de notre temps dirigée par André S. Labarthe intitulé L'archipel du cas'O réalisé par Sébastien Juy. Ensemble, ils signent un film Que je naisse se fasse  ( K'Ose production) présenté au FID de Marseille en 2019 sur la jeunesse et le devenir.

## Filmographie

### Cinéma
- 1954 : Closed vision (long métrage)[20] 2010 : sortie en DVD du film (Les périphériques vous parlent) .
- 1958 : Voyage au bout de mon rêve (court métrage)
- 1967 : Les Idoles (long métrage tiré de sa pièce) – reprise en 2004. Octobre 2016 : sortie en DVD du film (chez Luna Park Films)
- 1970 : Tamaout (long métrage documentaire)
- 2019 : Que je naisse se fasse avec Sébastien Juy (88 min, K'Ose production).

### Vidéo

#### En Nouvelle Image
- 1978 : Flashes Rouges, avec la collaboration de Geneviève Hervé pour le traitement de l'image, opéra rock avec Catherine Ringer Prix de la meilleure émission de l'année 1979 sur Antenne 2, émission Chorus animée par Antoine de Caunes.
- 1980 : La Nef des fous et Notre cuisine Japonaise, avec la collaboration de Geneviève Hervé pour le traitement de l'image Festival de Cannes section vidéo, Forum de la Nouvelle Image de Monte Carlo…
- 1984 : Vidéo et multivision La Vocation de saint Matthieu Centre Pompidou, Galerie d’art moderne de Bologne, RAI 2…
- 2008 : Poïética de Cristina Bertelli, avec traitement de l'image et montage de Marc'O, Veneris dies de Federica Bertelli avec textes et dessins de Marc'O. Ces deux œuvres sont éditées dans le DVD Les Conditions du visible[21].

#### Vidéo
- 1985 : L’Adolescenza dell’arte, vidéo sur le jeu de l’acteur
- 2013 : vidéo de la pièce Citoyens en France
- 2014 : Utopia, avec Édouard Glissant
- 2015 : court-métrage Mais comment manifester mon désarroi, œuvre poétique dénonçant la toxicité environnementale.

### Production
- 1951 : Traité de bave et d'éternité de Isidore Isou

## Théâtre
- 1959-1961 : Mise en scène de L'Hôtel de la nuit qui tombe (de Nanos Valaoritis avec Marpessa Dawn) et Le Triomphe de l’amour (Marivaux)

Écriture et direction du ballet La Sorcière
Directeur du département Théâtre de l'American Center de Paris jusqu’en 1964 (recherches sur de nouveaux modes de jeu de l'acteur)
- 1962 : Auteur et metteur en scène de L'Entreprise

Mise en scène de l'opéra de Gluck L'Ivrogne corrigé et de Pierrot lunaire (Schönberg avec Michel Portal, direction musicale Keith Humble)
- 1963 : Le Printemps, écriture et mise en scène  (musique de Keith Humble)
- 1964-1966 : Écriture et mise en scène de  L'Anticame, Les Playgirls et Les Bargasses
- 1965 : Les Bargasses de et mise en scène Marc'O, Théâtre Édouard VII
- 1966-1968 : Les Idoles, écriture et mise en scène. Cette pièce consacre l’originalité de son groupe théâtral : Bulle Ogier, Pierre Clémenti, Jean-Pierre Kalfon, Michèle Moretti, Valérie Lagrange, Elisabeth Wiener.
- 1973-1977 : Écriture et mise en scène de L'ombre de Verdi sous les ormes de ma mère, Le Creux de la vague et Le Triangle frappe encore

Mise en scène de La Barre (Geneviève Hervé)
- 1978 : Écriture (avec Geneviève Hervé en tant qu'assistante), musique de Stéphane Vilar et mise en scène de l'opéra rock Flashes rouges (premier rôle : Catherine Ringer)
- 1991 : Écriture et mise en scène de Génération Chaos 1 avant la Chute du Mur
- 1994-1996 : Écriture et mise en scène de la pièce musicale Génération Chaos 2 composée de plusieurs pièces : Les Nœuds, Sensibilité aux conditions initiales et L’Énigme de l’oracle (Direction musicale Jean-Charles François)
- 1997-1999 : Écriture et mise en scène de la pièce musicale et théâtrale Génération Chaos 3 composée des pièces : Citoyens en France, Les États du devenir et Philosophes debout (Direction musicale de Jean-Charles François)
- 2001 : Mise en scène de la pièce musicale Les Barbares arrivent avec gourmandise

## Publications
- 1952 : Revue Ion, Centre de création, trimestrielle, numéro unique, avril 1952 Spécial sur le cinéma, (rééditée en fac-similé en 1999 chez Jean-Paul Rocher éditeur avec un avant-propos signé Marc'O)
- 1952-1954 : Revue Le Soulèvement de la jeunesse, journal des Externistes, 9 numéros parus
- 1984 : L’Impossibile e tuttavia (Éditions Nuovi Strumenti)
- 1981 : Les Conditions du visible (Ina)
- 1985 : Mutation industrielle : une nouvelle culture ? Le Problème de l’audiovisuel (Région Toscane)
- 1992 : L’Unité des différences
- 1994 : Théâtralité et musique (Les périphériques vous parlent)
- 1999 : L’Ange Vin : démons et merveilles du vin, article dans une œuvre collective (Éditions Jean-Paul Rocher)
- 2011 : De l'autre côté des merveilles, seule pièce publiée de Marc'O (Éditions Les périphériques vous parlent)

Nombreux articles dans Les périphériques vous parlent, dont un article sonore dans le numéro Web 30 : Les Conditions du lisible.